# 金左根
金 左根（キム・ジャグン、김좌근、1797年 - 1869年）は、朝鮮後期の文臣、外戚で、安東金氏（新安東金氏）が勢道政治の権勢を振るった時期の後半の中心人物。本貫は安東、字は景隱（キョンウン、경은）、号は荷屋（ハオク、하옥）、諡は忠翼（チュンイク、충익）である。永安府院君（영안부원군）金祖淳（キム・ジョスン）の息子で、金逌根（キム・ユグン）の弟、また、純祖の王妃であった純元王后の弟である。文祖（孝明世子）の母方の叔父にあたる。生粋の高位高職生活を送り、安東金氏の勢道政治の中枢的役割を果たした。

## 生涯
1825年、父である金祖淳の推薦で無品官職（무품관직）である副率（부수）となり、1834年には尚衣院僉正（첨정）に昇進、1837年に司馬試（사마시）に合格して、年齢41歳にして進士となり、1838年に庭試文科（정시문과）で兵科（병과）に及第となった。副校理や、成均館大司成（대사성）、礼曹参議などを経て昇進し、漢城府判尹、工曹判書（판서）、司憲府大司憲（대사헌）、兵曹判書などを歴任した。
哲宗が即位した1850年以後、金左根は要職に登用され、議政府（ウィジョンブ）の右参贊（우참찬）や宣惠庁堂上（당상）などの職に就き、禁衛大将（금위대장）を経て、摠戎使（총융사）、再び禁衛大将、刑事判書、訓練大将、工曹判書、吏曹判書、戸曹判書、礼曹判書、右議政を歴任したが、一度も外官職（외관직）を務めたことなく、生粋の高位高職生活を送った。
1853年から1863年にかけて、領議政を3回も務め、1862年には三政の紊乱で発生した各地の民乱を鎮圧するため、三政釐整庁の総裁官（총재관）を兼ねた。その後、純元王后は崩御したが、一族の実力をもとに安東金氏の中心人物として勢道政治を展開した。
破落戸（放蕩によって親から受け継いだ財産を食い潰す者）の立場にあった興宣君が、金左根の邸宅を訪れると、財政的に後援し、境遇が金銭的に窮屈だった興宣君が、石坡蘭（석파란）という蘭の花を持参すると、これを受けて相当の金額を支払った。興宣君を面倒に思っていた他の士大夫家とは違い、金左根は興宣君に手当金や路銀を与えて返しもした。金左根は、安東金氏の中心人物として、憲宗と哲宗の2代にわたって勢道政治をおこない、1863年12月、哲宗が息子なしのまま崩御した際には、興宣大院君が執権するため、院相の鄭元容とともに、興宣大院君の次男である命福（명복）が嗣王（사왕）に決定される奉迎使（봉영사）として派遣され、高宗の擁立を主管した。
1863年に、高宗が即位し、興宣大院君が執権すると、領議政から退いたが、原任大臣（원임대신）の資格で政事に参加して国政の諮問を務めた。息子の金炳冀とともに没落王族として困難な境遇にあった興宣大院君を助け、他の安東金氏一族が粛清された時も没落せずに元老待遇を受けた。1864年から『哲宗実録（철종실록）』の編纂に参加し、実録総裁官（실록총재관）として『哲宗実録』編纂を主管、指揮した。1868年、大院君により三軍府が復活、設置されると三軍府領事（영사）となった。敦寧府領事を致仕（치사、最後の役職）として、1866年に、耆老所に入った。1869年に死去し、死後には忠翼（충익）という諡が追贈された。
『朝鮮政鑑（조선정감）』には、高宗が正祖の廟である健陵に行幸したとき、興宣大院君が金左根に務安を与えたという逸話や、彼の愛妾だった羅州の妓生梁氏（羅閤梁氏）の地である羅閤나합に建てようとしていた淸水洞別莊（청수동 별장）を大院君が訪れ、宮殿重建費（궁궐중건비）10万銭と高宗の嘉礼費（가례비）10万銭を受け取ったという面白い逸話が紹介されている。
1999年、彼の子孫は、彼と息子の金炳冀が住んでいた京畿道利川郡の家屋を寄贈した。墓所は京畿道利川市栢沙面内村里（내촌리）にある。

## 家族関係
- 五代祖父 : 領議政 忠憲公 金昌集（朝鮮語版）
  - 高祖父：右副承旨（우부승지）贈 議政府左贊成（朝鮮語版） 忠愍公 金済謙（충민공 김제겸）
    - 曽祖父：贈 議政部左贊成 金達行（김달행）
      - 祖父 : 瑞興府使（서흥부사）贈 領議政 金履中（김이중）
        - 父：永安府院君 金祖淳（朝鮮語版）
        - 母：靑陽府夫人（청양부부인）青松沈氏（朝鮮語版） - 沈健之（심건지）の娘、沈豊之（심풍지）の姪。
          - 兄：敦寧府判事（돈령부판사）金逌根（김유근）
            - 甥：吏曹参判（어조참판）金炳㴤（김병주）- 生父：金弘根（朝鮮語版）

          - 兄：贈 吏曹判書 金元根（김원근）
            - 甥：刑事判書 金炳地（김병지）

          - 姉：純元王后 金氏（김씨）
          - 姉の夫：純祖大王
            - 甥：翼宗大王（孝明世子）

          - 正室：貞敬夫人 尹氏（윤씨）
            - 養子：左贊成 広州府留守（광주부유수） 金炳冀（朝鮮語版） - 生父：金泳根）

          - 妾室：羅州夫人（나주부인）梁氏（양씨）- 別名：ナハブン（나합은）

## 高宗即位への反対の理由
金左根と金興根は、哲宗が病床に臥すと、秘密裏に会って熟議した。
金左根と金興根が下した結論は、「もし、興宣君が大院君という地位を頼りに国政に干渉し、その威勢で国の法を変更すれば、これをあえて止める者がいるだろうか？ そうすれば、国は不安な状況の中で宗廟社稷が危うくなる（「国が危うくなる」という意味）だろう。」というものだった。
尹孝定は、興宣大院君の摂政をめぐり、彼らの予想通りになったと考えた。
尹孝定はこれについて、金左根と金興根の2人の大臣たちには洞察力と遠い後日を心配する心があると評した。しかし、興宣大院君は2人の密会を伝え聞いて、安心した。
高宗が即位すると、金左根と金炳冀は興宣大院君の摂政に反対した。しかし、趙大妃（神貞王后）は金左根らの反発を乗り越えて、興宣君の政治参加を公式化した。

## その他
金左根の妾室、羅閤梁氏は、全羅南道羅州出身であった。人事に目敏く、金左根は彼女を頼り、しばらく後には彼女と一緒に国政を話し合い、方伯守令（방백수령）たちが、彼らの手から多く出てきた。さらに、ナハブは、夫の金左根に隠れて、貧しい人々との間で、密か姦通していた。またナハブは、羅州閤下（나주 합하、ナジュハッバ）の略称で、夫の金左根が三政丞）を務めた大物で、三政丞に付く尊称であるハッバ（합하）をつけたことに由来する。彼女に批判的だった世の人々は、羅州貝（나주 조개）だと揶揄もした。
ナハブに関しては、黄玹の『梅泉野録（매천야록）』、尹孝定の『대한제국아 망해라（仮訳：大韓帝国が台無し）』にも載せられ、これは金東仁の『雲峴宮の春（雲峴宮의 봄）』や柳周鉉の『大院君（대원군）』にも描かれた。
ところで、某日、判書の趙然昌（조연창、チョ・ヨンチャン）がナハプの招待を受けて2人が対座していたところに、金左根が突然入ってきて、彼を見て叱った。金左根が、「令監（영감、ヨンガム、高齢男性への尊称）は、一体何でここに来ているのですか？」と言うと、これを聞いたナハブは軽く笑って「どうやって大監（대감、テガン、上級官僚に対する尊称）」は観相（人相占い）をすでに見たのですか？ 私も観相を見ようとしています。」と応じた。金左根は手を打ちながら応対し、「正しい、正しい」と言って、後ろに出た。黄玹によると、当時の趙然昌は観相をよく見たといい、後には名をビョルチャン（별창）と改めた。

## 大衆文化に現れた金左根を演じた人物

### テレビドラマ
- イ・スンジェ - 1975年『임금님의 첫사랑（仮訳：王様の初恋）』TBCドラマ
- チャン・ミンホ（張民虎）（朝鮮語版） - 1982年『風雲（풍운）』KBS1ドラマ
- キム・ソンウォン（金聖源） - 1989年『바람과 구름과 비（仮訳；風と雲と雨）』KBS2ドラマ
- チョンウク（鄭旭）（朝鮮語版） - 1990年『대원군（大院君）』MBCドラマ
- ソン・ジェホ（宋在浩）（朝鮮語版） - 2001年『明成皇后（명성황후）』KBSドラマ
- チェ・ジョンウォン（崔鍾元）（朝鮮語版） - 2014年『朝鮮ガンマン（조선 총잡이）』KBS2ドラマ
- チャ・グァンス（朝鮮語版） - 2020年『바람과 구름과 비（仮訳：風と雲と雨）』テレビ朝鮮ドラマ
- キム・テウ（朝鮮語版） - 2020年『哲仁王后〜俺がクイーン!?（철인왕후）』tvNドラマ

### 映画
- ナム・ギョンウプ（朝鮮語版） - 2016年『고산자, 대동여지도（仮訳：古山子, 大東輿地圖）』
- ペク・ユンシク（白潤植）（朝鮮語版） - 2018年『風水師 王の運命を決めた男（명당）